# 香港歸英獨立聯盟
香港歸英獨立聯盟（英語：Alliance of Resuming British Sovereignty over Hong Kong and Independence）是一個香港政黨，在2016年6月26日由招顯聰成立（已於翌日離開組織），是繼香港民族黨後第二個主張香港獨立的本土政黨，其主張是「先歸英，後獨立」，香港先「回歸」英國再設法獨立。

## 宣布計劃參選香港立法會選舉
招顯聰於2016年6月26日舉行記者會宣布計劃參選2016年香港立法會選舉，提出恢復英國主權作過渡，先歸英後獨立，又指參選是在體制內改革，體制外則要革命，並且明言暴力是革命的一部份。

### 資金來源
招顯聰於記者會表示接受港人捐款，成員亦向親戚賒借，七一大遊行期間會擺街站宣傳及籌款。他又指已用一間名為「巷蜀」的建築公司名義註冊及開銀行戶口。他又指，每區預計用7至8萬元競選開支，資金由出選人士自己負責，目前組織資金主要是成員「夾錢」，或向親戚賒借，亦接受港人捐款。招顯聰又說，台灣「獨派」史明和王獻極已受邀擔任「英獨聯」的「榮譽顧問」，但他們不會給予資金支持。

### 尷尬事件
招顯聰除了在記者會遲到，在宣讀參選宣言時又多次暫停，吩咐同伴拿來新設計的旗幟，但對方尋找不果，招顯聰就一言不發，氣憤地離場，親自去找。不久記者聽到門外有人爭執：「唔好玩啦（別開玩笑了）」、「開緊記招呀依家，你想點X樣（現在正在開記者會，你他Ｘ的想怎樣）」。其後招顯聰兩手空空地回場，繼續回答記者提問。

## 招顯聰於翌日離開組織
臉書專頁「歸英獨立聯盟 RBSI 英獨聯」在2016年6月27日晚上發帖，表示招顯聰已離開「歸英獨立聯盟」，主要原因是與該專頁對是以君主立憲抑或共和國方式「獨立」，見解不同，也不會代表「歸英獨立聯盟」參選立法會。